# Rejsztokiemie
Rejsztokiemie (dodatkowa nazwa w j. litewskim Raistiniai) – wieś w Polsce położona w województwie podlaskim, w powiecie sejneńskim, w gminie Puńsk.
| SIMC    | Nazwa        | Rodzaj    |
| ------- | ------------ | --------- |
| 1011715 | Poklasztorne | część wsi |

Wieś królewska ekonomii grodzieńskiej położona była w końcu XVIII wieku  w powiecie grodzieńskim województwa trockiego. W latach 1975–1998 miejscowość administracyjnie należała do województwa suwalskiego.